# フアト・マンスロフ
フアト・シャキール・ウリ・マンスロフ（タタール語: Фоат Шакир улы Мансуров; ラテン文字表記例：Foat Shakir uly Mansurov, 1928年1月10日 - 2010年6月12日）は、カザフスタン出身の指揮者。

## 経歴
1928年、アルマトイに生まれた。５歳からチェロを学んだが、アル・ファラビ・カザフ国立大学に進学して物理学と数学を学んだ。一方で学生時代の1945年からカザフの民族音楽団の指揮者として経験を積み、カザフ音楽院にも通ってイシドール・ザークの薫陶を受けた。
1951年にカザフ音楽院を卒業後はカザフ放送交響楽団の指揮者として活動する傍らでモスクワ音楽院に進み、レオ・ギンズブルクに指揮法を師事した。1953年からカザフ歌劇場の指揮者陣に加わり、1956年からカザフ放送交響楽団に首席指揮者として戻った。1958年からカザフ国立交響楽団の首席指揮者に転出したが、1963年にはカザフ歌劇場の首席指揮者として舞い戻り、1967年までその任に当たった。1968年から1970年までタタール歌劇場の首席指揮者を務めたが、この頃からボリショイ劇場にも客演するようになった。1986年からタタールスタン共和国交響楽団の首席指揮者を務めた。
1980年から母校のモスクワ音楽院で後進の指導をするようになり、1986年からはカザンとミンスクの音楽院に移って教鞭をとった。2004年からカザン音楽院のオペラと指揮法の主任教授を務めた。
2010年、モスクワにて死去した。